# 田中康平 (古生物学者)
田中康平（たなか こうへい、1985年 - ）は、日本の古生物学者。愛知県生まれ、北海道大学およびカルガリー大学出身。筑波大学助教。恐竜の卵化石などを扱い、恐竜の繁殖行動や子育てを中心に恐竜の進化・生態を研究している。

## 略歴
1985年、愛知県にて生まれる。北海道大学進学後、大学2年次に小林快次が赴任。それまでの北海道大学理学部地球惑星科学科には恐竜を専門とする化石研究者がおらず、小林の赴任は田中の転機となった。2006年時点で小林研究室に在籍。学部4年次に卵化石を卒業研究のテーマに選び、それに魅了され、その後の研究テーマとなる。2007年秋には中国の河南省でフィールドワークを行い営巣地の記録を収集。帰国後はチウパロンの記載論文執筆に参加した。
地球惑星科学科在籍中、カルガリー大学のダーラ・ザレニツキーが大学院生を求めているという話を小林から受ける。2008年に地球惑星科学科を卒業後、吉田育英会の支援を受けて2010年からカルガリー大学地質学科の修士課程へ進学。2017年に博士号を取得し、同年から名古屋大学博物館にて日本学術振興会特別研究員を務める。2020年現在、筑波大学生命環境系助教。NHKの『子ども科学電話相談』の回答者も務めている。

## 功績
繁殖行動をキーワードに、恐竜の繁殖戦略の進化を研究している。モンゴルに広がるゴビ砂漠で北海道大学および兵庫県立人と自然の博物館と共同調査を行い、孵化の成功率が高いことからテリジノサウルス類の恐竜に現生のワニや鳥類のような営巣行動があったと推測し、2019年に提唱した。また2020年には、2016年時点で兵庫県に分布する篠山層群から産出していた卵化石をヒメウーリサス・ムラカミイと命名。卵の形状から非鳥類型の小型獣脚類恐竜のものと発表した。
2021年には筆頭著者としてウズベキスタンからウルグベグサウルスを記載。ティラノサウルス上科と共存した既知の範囲では最も新しいカルカロドントサウルス科とし、遅くとも約9000万年前まで当該地域においてカルカロドントサウルス科が頂点捕食者であったと提唱した。
受賞
- University of Calgary Outstanding M.Sc. Academic Achievement Award（2012年）
- Edwin H. and Margaret M. Colbert Student Poster Prize（2013年）
- University of Calgary Outstanding Ph.D. Academic Achievement Award（2016年）

## 書籍
著書
- 『恐竜学者は止まらない! 読み解け、卵化石ミステリー』（2021年、創元社、ISBN 978-4422430416）

監修
- 『小学館の図鑑NEO まどあけずかん きょうりゅう』（2019年、小学館、ISBN 978-4092174153、共監修）
- 『NHK子ども科学電話相談 恐竜スペシャル!』（2020年、NHK出版、ISBN 978-4140113660、共監修）
- 『いまさら恐竜入門』（2020年、西東社、ISBN 978-4791630516）

監訳
- 『恐竜の教科書 最新研究で読み解く進化の謎』（2019年、創元社、ISBN 978-4422430287、共監訳）
- 『恐竜と古代の生き物図鑑』（2020年、創元社、ISBN 978-4422430294）
- 『あの恐竜どこにいた? 地図で見る恐竜のくらし図鑑』（2020年、創元社、ISBN 978-4422430317）
- 『アメリカ自然史博物館 恐竜大図鑑』（2020年、化学同人、ISBN 978-4759820515）

## 出演
- 『又吉直樹のヘウレーカ!』（2019年3月27日）[8]
- 『NHKスペシャル』「恐竜超世界」（2019年7月7日）[3]
- 『ダーウィンが来た!』
  - 「世紀の大発見! 珍恐竜デイノケイルス」（2020年4月12日）[9]
  - 「日本で大発見! 恐竜新世界」（2021年8月22日）[3]
- 『発掘ロストワールド 恐竜の聖地ゴビ砂漠』[10]（2022年12月30日、NHK BSプレミアム[11]）